# Wilhelm Székely
Wilhelm Székely, auch William Szekely (* 7. Mai 1897 in Pőkete, Österreich-Ungarn; † 23. Oktober 1966 in Rom, Italien) war ein ungarisch-amerikanischer Produktionsleiter und Filmproduzent.

## Leben
Szekely begann seine berufliche Laufbahn im Deutschland der Weimarer Republik bei mehreren Berliner Filmproduktionsfirmen. Für die Allianz-Tonfilm GmbH des Produzenten Arnold Pressburger arbeitete er als Prokurist. Als Produktionsleiter war er zu Beginn der 30er Jahre an der Herstellung einiger Allianz-Produktionen verantwortlich. Zu seinen bedeutsamsten Filmen jener Jahre zählen Hans Behrendts Revolutionsdrama Danton und Berlin – Alexanderplatz, Piel Jutzis Adaption des gleichnamigen Romans von Alfred Döblin.
1934 verließ der Jude Székely Deutschland und produzierte Filme in Italien und Österreich. In Wien gründete er kurz hintereinander die kurzlebigen Firmen Gloria-Film und Intergloria-Film. Seine erfolgreichsten Filme dieser Jahre wurden operettenhafte Stoffe, in denen auch das Ehepaar Jan Kiepura und Marta Eggerth mitwirkte. Ebenfalls stand er Pate bei Zarah Leanders deutschsprachigem Debüt Premiere. Der Anschluss Österreichs im März 1938 beendete Székelys österreichisches Zwischenspiel. Daraufhin floh Wilhelm Székely nach Italien.
Mit dem italienischen Produzenten Carlo Roncoroni gründete er 1938 in Rom die Produktionsfirma Intercine. Die von Benito Mussolini eingeführten italienischen Rassengesetze und Roncoronis Tod im selben Jahr machten Székelys Produktionspläne zunichte. Székely ging anschließend über Frankreich, wo er Serenade mit Lilian Harvey herstellte, im Herbst 1939 in die Vereinigten Staaten. Dort nannte er sich William Szekely und setzte seine Produktionstätigkeit Ende 1940 mit einer Inszenierung Reinhold Schünzels fort.
1943 stellte Szekely den großenteils aus Szenen von Sergej Eisensteins Panzerkreuzer Potemkin zusammengestellten Film Seeds of Freedom her, der die US-amerikanisch-sowjetische Waffenbrüderschaft propagieren sollte. Eine in den USA gedrehte Rahmenhandlung wurde dem Film beigefügt. Seit 1946 US-Staatsbürger, kehrte Szekely nach Rom zurück, wo er seine Produzententätigkeit fortsetzte. 1953 begab er sich in den Ruhestand.

## Filmografie
- 1930: Heute Nacht eventuell
- 1931: Danton
- 1931: Meine Cousine aus Warschau
- 1931: Man braucht kein Geld
- 1931: Berlin – Alexanderplatz
- 1932: Lumpenkavaliere
- 1933: Ihre Durchlaucht, die Verkäuferin
- 1934: Mein Herz ruft nach Dir
- 1935: Casta Diva
- 1935: Die Leuchter des Kaisers
- 1936: Konfetti (Confetti)
- 1936: Im Sonnenschein (Opernring)
- 1937: Premiere
- 1937: Zauber der Bohème
- 1938: Die unruhigen Mädchen (Finale)
- 1939: Serenade (Sérénade)
- 1941: Die Unvollendete (New Wine)
- 1943: Seeds of Freedom
- 1947: Die Kameliendame (La signora delle camelie)
- 1947: Ihre wunderbare Lüge (Addio Mimi)
- 1948: La Bohème
- 1948: La leggenda di Faust
- 1950: Schatten über Neapel (auch ital. Version: Amore e sangue)
- 1952: Boccaccios große Liebe (Decameron Nights)